# 夾石 (地質學)
夾石（英語：horse）在地質科學是指一塊岩體，被礦脈或斷層面與周圍岩石完全隔離的任何岩石塊。 在採礦業中，該詞是指一塊完全包裹在礦脈中的圍岩。在構造地質學中，該詞首先用於描述一塊疊瓦狀岩體被逆衝斷層包圍的岩石。 後來，它已成為任何完全由斷層包圍的岩體的總稱，不論它的變形是在擠壓、伸展或是走滑性構造環境造成的。